# Heinz Oberhummer

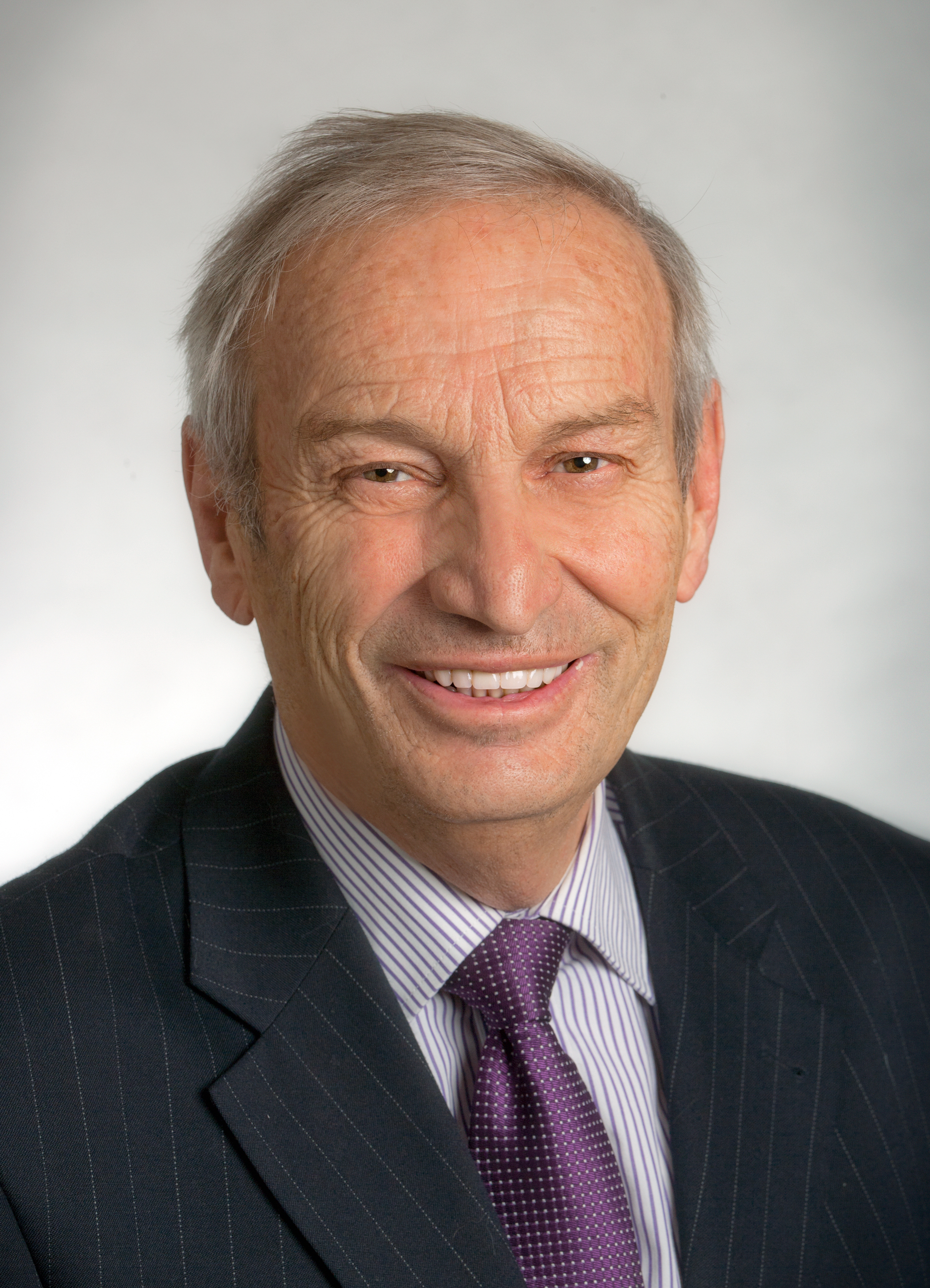
Heinz Oberhummer (2011)

Heinz Oberhummer (* 19. Mai 1941 in Bischofshofen, Salzburg; † 24. November 2015 in Wien) war ein österreichischer Physiker und außerordentlicher Universitätsprofessor.

## Leben
Heinz Oberhummer wuchs im Bundesland Salzburg als Sohn des „Oberlehrers Oberhummer in Obertauern“ auf. Dieser unterrichtete seinen Bruder und ihn in einer einklassigen Volksschule mit insgesamt nur acht Kindern. Später studierte er Physik an der Karl-Franzens-Universität Graz und an der Ludwig-Maximilians-Universität München. Oberhummer war konfessionslos, verheiratet und hatte zwei Kinder. Oberhummer starb im November 2015 im Alter von 74 Jahren in einem Wiener Krankenhaus an den Folgen einer Lungenentzündung. Seinem Wunsch entsprechend wurde  sein Körper der Wissenschaft zur Verfügung gestellt.

## Wirken
Oberhummer war außerordentlicher Professor für Theoretische Physik am Atominstitut der Technischen Universität Wien. Sein Hauptforschungsgebiet waren Prozesse der Nukleosynthese. Er beschäftigte sich auch mit Fragestellungen zur Feinabstimmung der Naturkonstanten. So gelang es ihm zusammen mit Attila Csótó und Helmut Schlattl, quantifizierbare Aussagen herzuleiten, indem die kosmologische Feinabstimmung der grundlegenden Kräfte im Universum bei der Entstehung von Kohlenstoff und Sauerstoff im Drei-Alpha-Prozess in Roten Riesen untersucht wurde.
Er war Initiator von Nuclei in the Cosmos, einer Konferenzserie auf dem Gebiet der nuklearen Astrophysik, die seit 1990 weltweit alle zwei Jahre in einem anderen Land stattfindet.
Ein besonderes Anliegen war ihm die Popularisierung wissenschaftlicher Inhalte, insbesondere mit Hilfe der neuen Medien. So entwickelte er webbasierte Lern- und Informationssysteme und koordinierte von der Europäischen Kommission geförderte Bildungsprojekte, wie zum Beispiel Cinema and Science.
Seit 2007 war Oberhummer gemeinsam mit dem Physiker Werner Gruber und dem Kabarettisten Martin Puntigam Gestalter und Präsentator des Wissenschaftskabaretts Science Busters. Mit den Science Busters versuchte er Naturwissenschaft in verständlicher, unterhaltsamer und spannender Weise darzustellen. Oberhummer war außerdem als „Science Buster“ in einer wöchentlichen Radiokolumne inklusive Podcast im Jugendradiosender FM4 des ORF zu hören. Seit 2011 wurden ihre Shows als Fernsehsendung im Rahmen der Donnerstag Nacht und DIE.NACHT in ORF eins gesendet. Seit Oberhummers Tod führt Martin Puntigam die „Science Busters“ in neuer Besetzung fort. Gemeinsam mit Werner Gruber hat Oberhummer in zwei Werbevideos der Volkshochschule Wien einen Klingonen dargestellt, um die Vielfältigkeit des Sprachangebots der VHS zu verdeutlichen.
Heinz Oberhummer war im wissenschaftlichen Beirat der Giordano-Bruno-Stiftung und im Wissenschaftsrat der Gesellschaft zur wissenschaftlichen Untersuchung von Parawissenschaften und des Freidenkerbunds Österreichs.
Er war bis Mai 2011 Vorsitzender des österreichischen Zentralrats der Konfessionsfreien sowie bis Mai 2010 Vorsitzender der Gesellschaft für kritisches Denken, der österreichischen Regionalgruppe der Gesellschaft zur wissenschaftlichen Untersuchung von Parawissenschaften. Er gehörte zu den Initiatoren der Initiative gegen Kirchenprivilegien und war seit dem 21. Juni 2011 Obmann der Initiative Religion ist Privatsache.
Im Jänner 2014 wurde die Errichtung des Vereins Letzte Hilfe – Verein für selbstbestimmtes Sterben bei der Landespolizeidirektion Wien angezeigt. Die Behörde gestattete die Gründung nicht. Gegen die Untersagung führten Oberhummer und Eytan Reif Beschwerde beim Landesverwaltungsgericht Wien, letztlich mit dem Ziel, die Gesetzeslage in Richtung pro Suizidhilfe zu verändern.

## Auszeichnungen
- 2009 – Wissenschaftsbuch des Jahres in der Kategorie Naturwissenschaft/Technik: Kann das alles Zufall sein – Geheimnisvolles Universum[11]
- 2010 – (Science Busters) Kommunikator des Jahres[12]
- 2011 – Buchliebling des Jahres: Science Busters: Wer nichts weiß, muss alles glauben[13]
- 2012 – (Science Busters) Preis der Stadt Wien für Volksbildung
- 2013 – (Science Busters) Österreichischer Kabarettpreis
- 2013 – Wissensbuch des Jahres für Gedankenlesen durch Schneckenstreicheln (gemeinsam mit Martin Puntigam und Werner Gruber): Jurypreis und Publikumspreis
- 2013 – (Science Busters) Radiopreis der Erwachsenenbildung[14]

- Seit 2016 Heinz-Oberhummer-Award für „hervorragende Wissenschaftskommunikation“

## Bücher, Taschenbücher, Hörbücher
- Heinz Oberhummer, Martin Puntigam, Werner Gruber: Das Universum ist eine Scheißgegend, Carl Hanser Verlag, München, 2015, ISBN 978-3-446-44477-5
- Martin Puntigam, Werner Gruber, Heinz Oberhummer: Gedankenlesen durch Schneckenstreicheln – Was wir von Tieren über Physik lernen können, Carl Hanser Verlag, München, 2012, ISBN 978-3-446-43215-4
  - Als Hörbuch: Werner Gruber, Heinz Oberhummer und Martin Puntigam, Harry Rowohlt: Der Hörverlag, 2012. ISBN 3-86717-921-2
  - Als Taschenbuch: Werner Gruber, Heinz Oberhummer und Martin Puntigam, Goldmann-Verlag, 2014. ISBN 3-8445-1214-4
- Werner Gruber, Heinz Oberhummer und Martin Puntigam: Wer nichts weiß, muss alles glauben. Carl Hanser Verlag, 2012. ISBN 978-3-446-43215-4
  - Als Hörbuch: Werner Gruber, Heinz Oberhummer und Martin Puntigam, Harry Rowohlt: Der Hörverlag, Der Hörverlag, 2014 ISBN 3-423-34825-9.
  - Als Taschenbuch: Werner Gruber, Heinz Oberhummer und Martin Puntigam, Deutscher Taschenbuch Verlag, 2014. ISBN 3-8445-1214-4
- Kann das alles Zufall sein? – Geheimnisvolles Universum, Ecowin Verlag, Salzburg, 2008, ISBN 978-3-902404-54-1
  - Als Taschenbuch, Goldmann-Verlag, 2014. ISBN 3-442-15794-3
- Kerne und Sterne: Einführung in die Nukleare Astrophysik. Barth, Leipzig, Berlin, Heidelberg 1993, ISBN 3-335-00319-5

## Fernsehen, Radio, DVDs

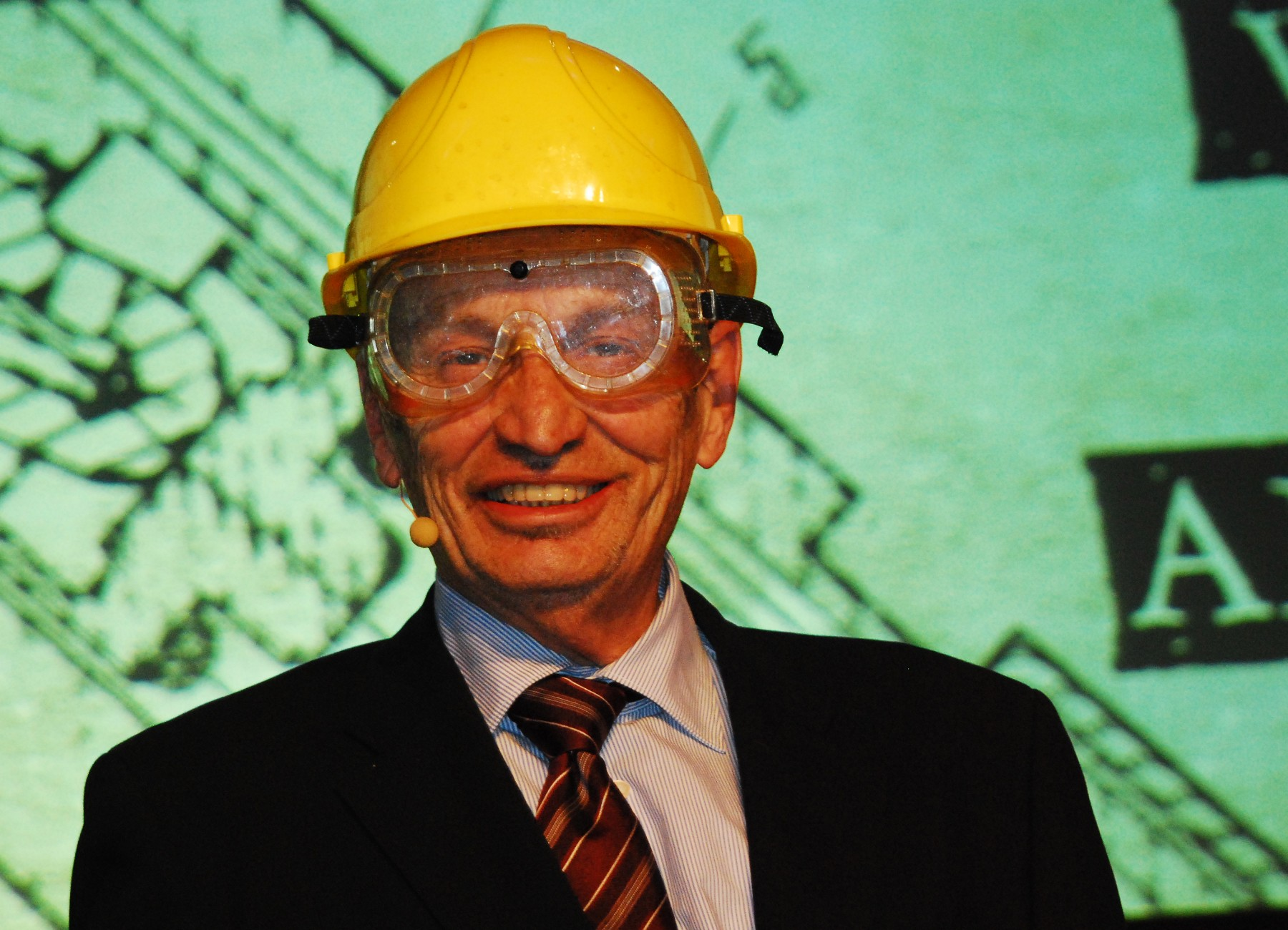
Heinz Oberhummer in Science Busters mit persönlicher Schutzausrüstung

- Mit den Science Busters Kabarett-Programme als TV-Sendung im Rahmen der Donnerstag Nacht / DIE.NACHT in ORF eins
- Als Science Busters wöchentliche Radiokolumne im Jugendradiosender FM4 des ORF
- DVD: Science Busters: Folge 01–08 [2 DVDs], Hoanzl, 2012.
- DVD: Science Busters: Folge 01–32 [8 DVDs], Hoanzl, 2013.